# Pseudochthonius mundanus
Espèce
Pseudochthonius mundanus est une espèce de pseudoscorpions de la famille des Chthoniidae.

## Distribution
Cette espèce est endémique de Jamaïque.

## Publication originale
- Hoff, 1963 : The Pseudoscorpions of Jamaica. Part 2. The genera Pseudochthonius, Paraliochthonius, Leckytia, and Tridenchthonius (Heterosphyronida, Chthoniidae and Tridenchthoniidae). Bulletin of the Institute of Jamaica Science Series, no 10, p. 1-35.